# Diretório Central dos Estudantes Alexandre Vannucchi Leme
O Diretório Central dos Estudantes Alexandre Vannucchi Leme, também oficialmente conhecido como DCE Livre da USP, é um diretório estudantil, sendo a entidade máxima de representação estudantil da Universidade de São Paulo. Representa tanto os campi da capital como dos campi do interior da referida universidade. Sua diretoria é eleita anualmente pelo sufrágio direto facultado a todos os alunos da USP.
Ao longo dos mais de 44 anos que se passaram desde a sua refundação, o  DCE Livre da USP teve uma longa trajetória de engajamento político-estudantil, sendo participante de alguns dos maiores momentos da história do Brasil. Muitos dos seus antigos quadros hoje são líderes políticos.

## História

### O primeiro DCE da USP
A existência de um Diretório Central dos Estudantes na Universidade de São Paulo data ao menos de 1956, no formato de uma "Comissão Organizadora", segundo o noticiário do período. Sua primeira intervenção pública foi em solidariedade ao diretor do Departamento de Física, professor Mário Schenberg, que havia pedido afastamento de seu cargo por julgar que cortes orçamentários levados a cabo pelo governador Jânio Quadros colocavam em risco a autonomia universitária. Pelo que indica a documentação disponível, o presidente-fundador do DCE da USP foi Wilhelm Kenzler, estudante de Medicina e antigo diretor do Centro Acadêmico Oswaldo Cruz, que naquele ano já havia sido eleito para o único assento da representação discente no Conselho Universitário. Em 1957, Marco Antonio Mastrobuono, aluno da Escola Politécnica, assumiu a presidência do DCE e a vaga de representante discente no mais importante colegiado da universidade. Em maio de 1957, o estatuto da entidade foi aprovado pelo Conselho Universitário da USP, e previa que o DCE fosse composto por dois representantes de cada Centro Acadêmico da universidade e que se realizasse eleição para os cargos de presidente, secretários e tesoureiros. Nessa ocasião, eram descritos como objetivos do DCE da USP:
| “                                          | [...] defender os interesses das academias perante as autoridades superiores do ensino e perante os altos poderes da República; promover aproximação e solidariedade entre os diversos corpos discentes; promover entendimento com as diretorias dos institutos universitários para a realização de solenidades, reuniões sociais, científicas, etc. | ” |
| — O Estado de S. Paulo, 15 de maio de 1957 | |   |

Em seus primeiros anos de existência, o DCE da USP funcionou mais como um fórum de reunião de Centros Acadêmicos, presidido pelo representante discente no Conselho Universitário. Isso dito, a entidade esteve envolvida em uma série de greves no final dos anos 1950, e se manifestou constantemente em favor de pautas de interesse estudantil, como o aumento da participação dos alunos nos órgãos colegiados da universidade.

### Clandestinidade e extinção
Após o golpe militar de 1964, o DCE da USP viu sua existência ameaçada. A edição da Lei Suplicy de Lacerda, em novembro do mesmo ano, comprometia a autonomia de todas as organizações estudantis do país, pois estabelecia diretórios estudantis "oficiais", controlava o processo eleitoral dos mesmos, extinguia as entidades então existentes e submetia as instâncias de representação estudantil aos interesses do regime militar.
É nesse contexto que o título de DCE "Livre" foi utilizado informalmente pela primeira vez, a partir de 1965. A tentativa do regime militar, apoiado por uma parcela conservadora dos estudantes, de controlar as eleições para os diretórios estudantis acabou causando uma divisão entre as novas entidades "oficiais" e as antigas e agora clandestinas entidades ditas "livres". Marca-se, nesse momento, a tomada da sede do DCE da USP, onde também funcionava a União Estadual dos Estudantes de São Paulo, por alunos ligados ao DCE "oficial". Esses últimos, auto-proclamados "democratas", denunciavam a presença de militantes de esquerda e comunistas nas antigas entidades estudantis. A existência de dois diretórios rivais acabou em 1966, quando estudantes críticos da ditadura decidiram participar das eleições organizadas pela Reitoria. Com a vitória da chapa presidida por Rui Falcão, estudante de Direito, os setores progressistas tomaram o controle do DCE "oficial", inutilizando-o.
Mesmo enfraquecido, o DCE "Livre" da USP buscou manter suas atividades no Movimento Estudantil. Durante a crise universitária de 1968, por exemplo, foi no âmbito do diretório que se realizou reuniões entre os principais Centros Acadêmicos da universidade. No final de julho daquele ano, porém, o estudante de Engenharia e então presidente da entidade, Rafael de Falco Netto, foi detido em flagrante durante um comício-relâmpago estudantil. A situação da instituição se agravou ainda mais com a perseguição política que se seguiu ao AI-5, e sobretudo após a promulgação do Decreto-lei Nº 477, em fevereiro de 1969, que jogou o diretório na total ilegalidade. Entre 1969 e 1970, grande parte da chamada "vanguarda estudantil" foi presa, inclusive diversos membros das diretorias do DCE "Livre" desse biênio.
Segundo a pesquisadora Jordana de Souza Santos, a extinção efetiva do DCE da USP se deu em 1972, quando a Reitoria da USP insistiu em fazer cumprir o Decreto-lei Nº 228, editado em fevereiro de 1967, e decidiu novamente organizar ela própria uma eleição para a escolha de um Diretório Central dos Estudantes "oficial", de autonomia reduzida. Diante de tais fatos, os estudantes da universidade adotaram a estratégia de apresentar uma candidatura única em torno da "Chapa Renúncia", que após eleita abriria mão de seu cargo e transferiria a coordenação das lutas estudantis para o que até então era um órgão auxiliar do DCE chamado Conselho de Presidentes de Centros Acadêmicos. Tal solução, deve-se dizer, se compatibilizava com ideias já presentes em algumas entidades de base, como no Centro de Estudos Históricos “Afonso de Taunay” (CEHAT) e no Centro Acadêmico Lupe Cotrim (CALC), que, diante da clandestinidade em que se encontrava o DCE, acreditavam que o mesmo perdera o sentido de existir pois se tornara incapaz de ser "representativo das massas". De acordo com a historiadora Mirza Pellicciotta, no mesmo ano de 1972, o Conselho de Presidentes de Centros Acadêmicos foi renomeado para Conselho de Centros Acadêmicos (CCA), tornando-se o espaço privilegiado de deliberação coletiva dos estudantes da USP.

### A refundação
Dado o momento delicado e o regime repressivo que vigorava no país, o processo que eventualmente levou à refundação do DCE não foi livre de controvérsias. Em 1975, das três principais tendências estudantis que atuavam na USP, apenas a Liberdade e Luta, braço estudantil da Organização Socialista Internacionalista, afirmava ser urgente restabelecer uma entidade estudantil geral. Outros grupos, como as tendências Refazendo e Caminhando, ligadas respectivamente à Ação Popular e ao PC do B, julgavam não haver acúmulo de forças suficiente para tal passo. Apesar das divergências, uma Assembleia Geral dos Estudantes realizada na Faculdade de Arquitetura e Urbanismo no dia 26 de março de 1976 aprovou a proposta apresentada por Julio Turra Filho, estudante de Ciências Sociais, e decidiu pela recriação do DCE, marcando eleições para maio de mesmo ano.
As primeiras eleições do DCE Livre da USP foram marcadas por alguns contratempos. Na Faculdade de Direito do Largo de São Francisco, a diretoria do Centro Acadêmico XI de Agosto se opunha à refundação da entidade geral e se recusava a reconhecê-la, o que levou alguns estudantes a queimar cartazes e utilizar rojões para tentar impedir que a votação se realizasse. No entanto, o fato mais grave ocorrido durante o pleito foi o roubo, atribuído a agentes da repressão, das urnas guardadas na Faculdade de Economia e Administração. Diante de tal incidente, a votação teve que ser realizada mais uma vez, sagrando-se vitoriosa a chapa Refazendo, da qual eram membros destacados os estudantes Aloizio Mercadante Oliva, à época presidente do Centro Acadêmico Visconde de Cairu, e Vera Paiva, aluna de Psicologia, dentre outros.
No momento de sua refundação, efetivada com a posse da primeira diretoria no dia 1º de junho de 1976, decidiu-se que a entidade homenagearia Alexandre Vannucchi Leme, estudante da Geologia da USP. Militante da Ação Libertadora Nacional, Alexandre Vannucchi Leme foi detido, torturado e morto por agentes do DOI-CODI em 17 de março de 1973. A retomada do uso do título DCE "Livre" se explica pela vontade dos estudantes de diferenciar a instituição refundada das entidades tuteladas pelo governo.
Por razões táticas e ideológicas, o DCE Livre da USP tem diretorias horizontais, não designando um presidente. Para além de uma possível predileção pela horizontalidade, essa posição se explica historicamente pela repressão política que havia no momento de sua refundação: temendo serem fichados e perseguidos, os estudantes não inseriam seus nomes nas cartas-programa das chapas.

## Conselho de Centros Acadêmicos
Atualmente, o Conselho de Centros Acadêmicos (CCA) funciona como um órgão auxiliar do DCE Livre da USP, em geral se reunindo por convocação da diretoria dessa entidade estudantil geral. Segundo a redação atual do Estatuto do diretório, o CCA deveria se reunir ordinariamente uma vez por mês para coordenação de ação das diversas instâncias do Movimento Estudantil da universidade. Compete também ao CCA, e apenas a ele, a organização das eleições anuais para a diretoria do DCE Livre da USP.
Mesmo antes da fundação do primeiro DCE da USP, os diversos Centros Acadêmicos e Grêmios da universidade mantinham fóruns de discussão coletiva. Nos primeiros anos de existência do Diretório Central dos Estudantes, o mesmo funcionava nos moldes de uma reunião das entidades estudantis de base que existiam à época. Foi com o passar do tempo, portanto, que o DCE passou a se estruturar de fato como uma entidade geral, autônoma em relação às demais. Esse processo, porém, não foi linear: durante o período em que o diretório esteve extinto, por exemplo, competia ao Conselho de Centros Acadêmicos representar o conjunto dos estudantes e definir planos de ação coletiva. Mais recentemente, em 2011, 2014 e 2015, em momentos nos quais as eleições para a diretoria do DCE Livre da USP foram adiadas por alguns meses, coube ao CCA compor as "Comissões Gestoras" responsáveis pela gestão interina da entidade.

## Congresso dos Estudantes
Convocado pelo Conselho de Centros Acadêmicos (CCA), o Congresso dos Estudantes é a instância máxima de decisão do Movimento Estudantil da Universidade de São Paulo, tendo por objetivo definir os princípios que balizam a ação política dos estudantes, assim como podendo deliberar sobre mudanças no estatuto do DCE Livre da USP. Frequentemente, as resoluções do Congresso dos Estudantes extrapolam as questões diretamente ligadas à vida universitária, se pronunciando sobre os mais diversos tópicos nacionais e internacionais. A eleição de seus delegados é realizada em cada curso ou unidade de ensino pelo seu respectivo Centro Acadêmico, sendo o número de vagas definido pelo quórum da votação e pelo número de alunos matriculados.
Segundo o estatuto do DCE Livre da USP, o Congresso dos Estudantes deveria se reunir ordinariamente a cada dois anos, e extraordinariamente por convocação do CCA. Desde a sua primeira edição em 1981, porém, por diversas vezes seu calendário normal não foi respeitado. Em outras ocasiões, como em sua nona edição, o encontro não concluiu seus trabalhos por ausência de quórum em suas plenárias finais.

## Sede
A primeira sede do DCE da USP, ainda antes de sua extinção, se localizava no sétimo andar do prédio da Reitoria, na região central da cidade de São Paulo. Com o início da perseguição política às entidades estudantis e a posterior mudança da universidade para a Cidade Universitária Armando de Salles Oliveira, contudo, a entidade se viu sem espaço físico.
A atual sede do DCE Livre da USP se localiza em uma das salas do Centro de Vivência da Cidade Universitária, em São Paulo, ao lado da sede da Associação dos Pós-Graduandos "Helenira Preta Rezende". Fechado para obras em 1998, esse espaço foi ocupado e, segundo a Reitoria da USP, vandalizado por estudantes pouco antes da data prevista para sua liberação, em 2009. Ainda de acordo com a Reitoria, o espaço teria sido em seguida tomado por indigentes e usuários de drogas, o que serviu de justificativa para uma controversa ação da Polícia Militar no local. No período subsequente, apesar da diretoria do DCE Livre continuar tendo acesso à sala que a ela foi cedida, o prédio se manteve fechado à comunidade universitária, acumulando mofo e sujeira. A situação só se reverteria após um processo de limpeza organizado pela gestão da entidade, que permitiu a reabertura do ambiente ao público em janeiro de 2018.